# Castellfort
Castellfort település Spanyolországban, Castellón tartományban. Castellfort Ares del Maestrat, Cinctorres, Morella, Portell de Morella és Villafranca del Cid községekkel határos. Lakosainak száma 190 fő (2024).

## Népesség
A település népessége az elmúlt években az alábbi módon változott:
| Lakosok száma | 239  | 218  | 218  | 236  | 237  | 215  | 205  | 183  | 179  | 190  |
|               | 2001 | 2004 | 2006 | 2009 | 2011 | 2014 | 2016 | 2019 | 2021 | 2024 |